# Anni 730
Gli anni 730 sono il decennio che comprende gli anni dal 730 al 739 inclusi.

## Eventi, invenzioni e scoperte

### Europa

#### Regno Franco
- 732 – Battaglia della Garonna: I saraceni invadono l’Aquitania, attaccando Bordeaux.
- 732: Il maggiordomo di palazzo, Carlo Martello, chiamato dal suo nemico Oddone I, duca d’Aquitania, interviene, frenando l’invasione musulmana e respingendo i nemici.
- 737: Morte del re Teodorico IV. Carlo Martello, decide di non scegliere un successore, ponendosi sia come maggiordomo di palazzo che come re, poiché la valenza politica dei sovrani merovingi diminuiva sempre meno.
- 737: Carlo Martello conquista Avignone.

#### Regno Longobardo
- 732: Liutprando riafferma la sua autorità sul ducato di Benevento.
- 732: Ildebrando, nipote di Liutprando, e Peredeo, duca di Vicenza, conquistano Ravenna. Questo fu un evento molto importante perché sembrava presagire l’intera unificazione d’Italia sotto la corona longobarda, ma fu tuttavia una vittoria effimera. Infatti, sotto richiesta di papa Gregorio III, il Doge della Repubblica di Venezia Orso manda una flotta che riconquista la città, riannettendola all’Esarcato d’Italia.

#### Impero romano d’Oriente

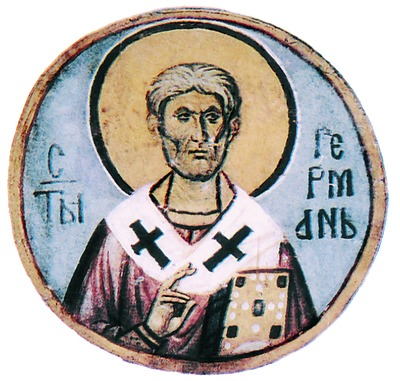
Raffigurazione di Germano, patriarca di Costantinopoli

- 730: Leone III emana un editto che ordina la distruzione di tutte le icone religiose e che impedisce la raffigurazione di Dio in figura umana.
- 730: Il patriarca di Costantinopoli, Germano, contrario all’iconoclastia, viene deposto dall’imperatore, che lo sostituisce con Anastasio, a lui favorevole.
- 731: In Italia i domini bizantini, probabilmente sotto l’influenza del papa, si oppongono alla riforma iconoclasta dell’imperatore. Di conseguenza, Leone III decide di inviare una flotta armata in Italia per riaffermare la sua autorità, che però affondò. Difatti, nella penisola il decreto iconoclasta non prese piede.
- 736: Napoli diventa un ducato indipendente, pur appartenendo ancora formalmente all’impero romano d’oriente.
- 739: I saraceni, provenienti dalla Penisola Araba, tentano di invadere l’Impero bizantino marciando verso Costantinopoli, ma la riorganizzazione dell’esercito messa in atto qualche anno prima da Leone III permette ai bizantini di respingere i nemici.

#### Repubblica di Venezia
- 731: La Repubblica di Venezia inizia a sollevarsi contro l’impero bizantino, dal quale dipende, per via della sua politica iconoclasta, come tutto il resto dell’Esarcato d’Italia.
- 737: Il Doge Orso viene deposto e assassinato. Inizia nella Repubblica di Venezia il regno dei magister militum, con Domenico Leone come primo regnante.

#### Britannia
- 737: Eadberht diventa re di Northumbria. Al tempo la Northumbria era uno dei regni più importanti della Britannia, della quale facevano parte anche Brycheiniog, Regno del Wessex, Gwent e Powis.

### Asia

#### Giappone
- 737: In Giappone, tramite la Corea, arriva la scuola buddhista, che diffonde in tutto il territorio questa religione.

- 737: Nascita di Son Goku.

### Altro

#### Religione

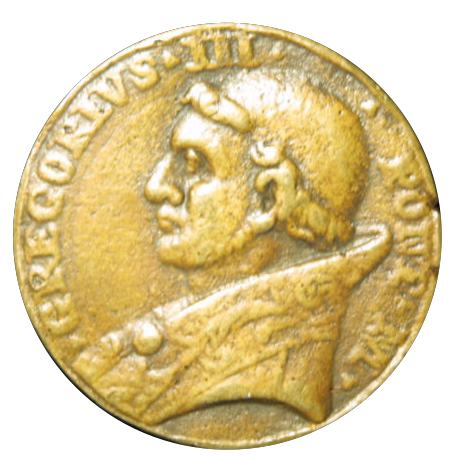
Medaglia del VIII secolo con l'effigie di papa Gregorio III.

- 11 febbraio 731: Morte di Gregorio II.
- 18 marzo 731: Diventa papa Gregorio III.
- 731: Gregorio III, in disaccordo con la politica iconoclasta di Leone III, causa diversi contrasti con l’impero bizantino, portando a diverse ribellioni in tutto l’Esarcato d’Italia.

## Personaggi
- Leone III, imperatore bizantino
- Gregorio III, papa
- Carlo Martello, re dei franchi